# Gries, Volšperk
Gries je naselje v Občini Volšperk v Okraju Volšperk na Koroškem v Avstriji.